# Siège de Maastricht (1204)
Pour les articles homonymes, voir Siège de Maastricht.
Guerres Liège-Brabant
Batailles
- Siège de Maastricht (1204)
- Sac de Liège (1212)
- Bataille de Steps (1213)
- Siège de Maastricht (1267)
- Siège de Maastricht (1303)
- Siège de Maastricht (1334)
- Trêve de Booienhoven (1378)

Le siège de Maastricht de 1204 est un siège de la double seigneurie de la ville de Maastricht par les armées du prince-évêque de Liège et du comte de Looz. Cette expédition punitive de l'automne 1204 est une réponse à l'accroissement de l'influence du duc de Brabant à Maastricht et a entraîné la destruction du pont et des fortifications entourant la ville.

## Historique
Depuis le début du Moyen Âge, les citoyens de Maastricht étaient divisés en deux nationalités , ou familiae : la familia sancte Marie sanctique Lamberti et la familia sancti Servatii, ou « ceux de Lambert » et « ceux de Servais », appelés plus tard Liégeois et Brabançons. Cette division remonte à la création des deux paroisses historiques de Maastricht : la paroisse de Notre-Dame autour de l'église de Notre-Dame et la paroisse Saint-Servais autour de l'église Saint-Servais. L'ancienne église, probablement la cathédrale de l'ancien diocèse de Maastricht, est situé dans le castrum construit par les Romains ; l'autre église, tombe de saint Servais, est situé à l'extérieur du castrum, plus tard place Vrijthof.
Après le déplacement du siège de l'évêché dans le VIIIe ou IXe siècle de Maastricht à Liège, les évêques de Liège gardent un certain pouvoir sur les paroisses de l'ancien évêché de Maastricht. L'église Saint-Servais et son abbaye sont de plus en plus sous l'influence des rois et empereurs du Saint-Empire qui possédaient un palais sur le Vrijthof. Au XIIe siècle, les relations entre le chapitre de Saint-Servais et les rois allemands sont très bonnes, les prévôts de Maastricht sont presque tous chanceliers du Saint Empire romain germanique.
Vers 1200, les relations entre le Saint-Empire et Maastricht sont moins forts en raison des luttes de succussion entre les Hohenstaufen et les Welf et de l'émergence du Brabant comme une puissance régionale. Dans le pays mosans, les deux camps recherchent alternativement les faveurs du prince-évêque de Liège et du duc de Brabant. En septembre 1202, le roi Otton IV donne une partie de la ville de Maastricht, le chapitre Saint-Servais, la maison du prévôt de Meerssen, le comté de Vroenhoven et les Terres de rédemption au duc Henri Ier de Brabant. En 1204, le roi Philippe de Souabe, qui à l'époque possédait réellement les pouvoirs d'empereur du Saint-Empire, confirme ce don qui ignore complètement les droits ancestraux des évêques de Liège à Maastricht.
L'évêque Hugues de Pierrepont est mécontent de l'arrivée au pouvoir des ducs de Brabant à Maastricht et son irritation est alimentée par le duc de Brabant qui autorise la population maastrichtoise d'élever des fortifications autour de la ville, probablement composé de remparts en terre avec une palissade en bois le tout entouré de douves. On ne sait pas si le district de Wyck sur la rive gauche du fleuve était compris dans ces fortifications.
Durant cette période, Liège acquit le comté de Moha après la mort d'Albert II de Moha. Les Brabançons étaient mécontents à leur tour car ils considéraient qu'ils avaient des droits sur ce comté. En 1212, le différend pour le comté aboutit à la bataille de Steps. Ces accrochages enveniment les relations entre le duché de Brabant d'une part et la principauté de Liège et le comté de Looz. Le comté de Looz qui sera annexé définitivement par la principauté au XIVe siècle, est déjà sous influence liégeoise. Ensemble, ils s'opposèrent à l'expansion du Brabant dans le pays mosan. Dans les luttes qui s'ensuivirent dans le cadre des guerres Liège-Brabant (1204-1378), le siège de Maastricht de 1204, est une première phase.

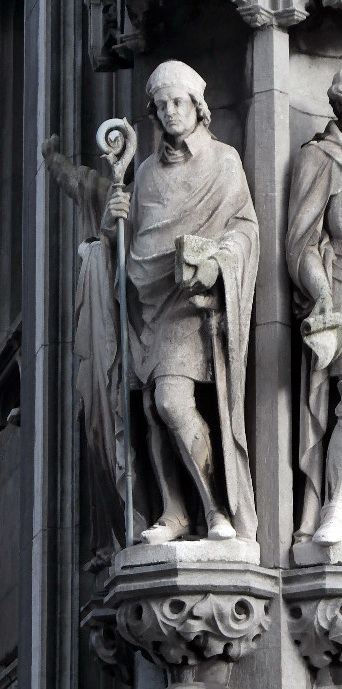
Hugues de Pierrepont
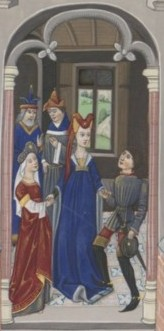
Louis II de Looz
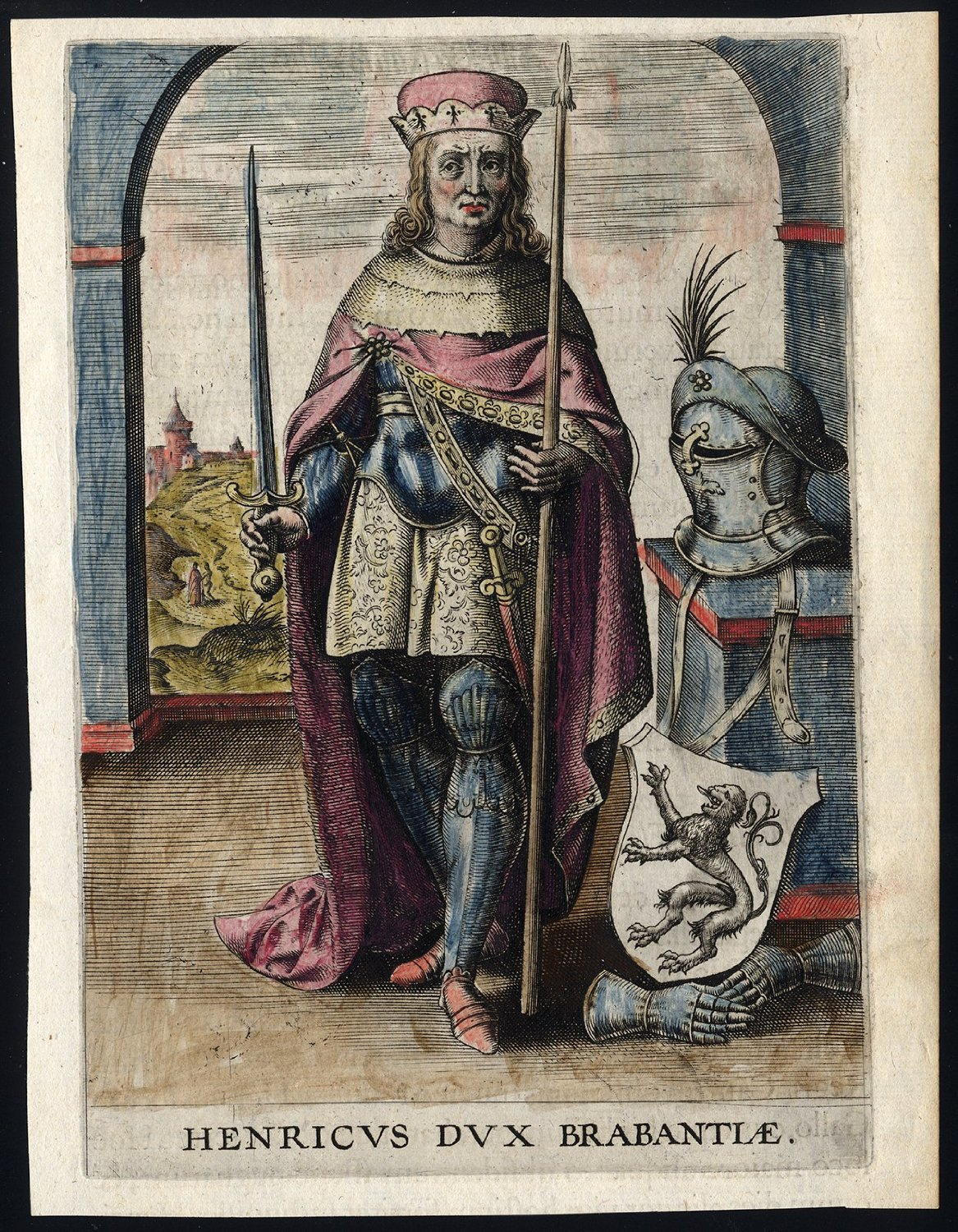
Henri Ier de Brabant
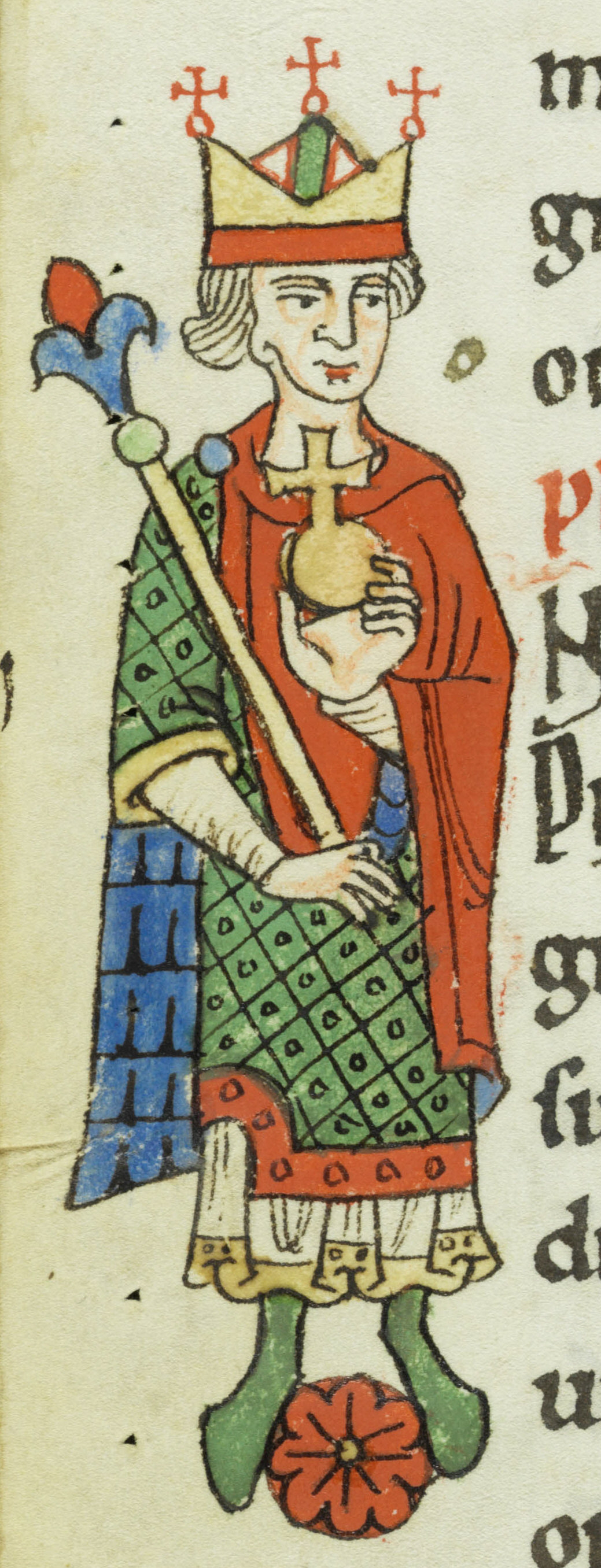
Philippe de Souabe

## Le siège
L'attaque de Maastricht à la fin de 1204 a surement était accélérée par le rassemblement de la grande armée des Hohenstaufen près d'Aix-la-Chapelle avec Philippe de Souabe à sa tête. Le prince-évêque de Liège, Hugues de Pierrepont, et le comte de Looz, Louis II de Looz, tous deux partisans de l'antiroi Otto IV, craignaient probablement un raid des Hohenstaufen dans leur région en utilisant Maastricht comme tête de pont. En réalité, les troupes de Philippe à Aix-la-Chapelle se trouvaient là pour une autre raison. Philippe qui, bien que déjà couronné en 1198 à Mayence, se rend le 5 janvier 1205 auprès de l'archevêque de Cologne, Adolphe d'Altena pour se faire couronner de nouveau dans la cathédrale d'Aix-la-Chapelle, comme le veut la tradition, et reçoit la regalia.
Probablement en novembre ou décembre 1204, le prince-évêque de Liège et le comte de Looz se rendent à Maastricht et détruisent le pont romain (nl) et les nouvelles fortifications et occupent quelque temps la ville avec leurs armées. Sur la conduite du siège et de l'occupation qui a suivi rien d'autre n'est connu. La seule trace contemporaine de la destruction du pont et des remparts est celle d'un moine de l'abbaye de Saint-Jacques à Liège.

## Conséquences de l'état de siège

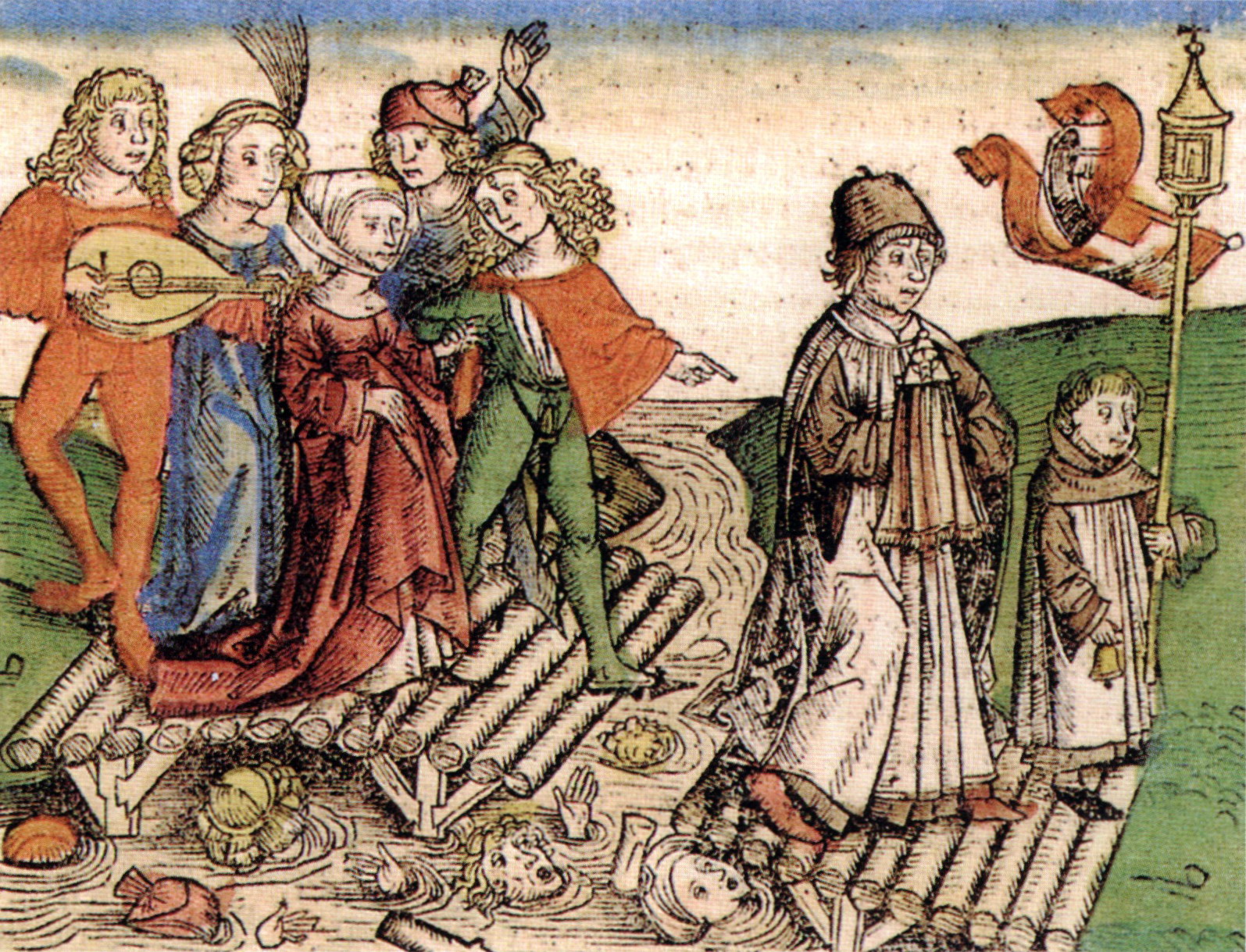
L'effondrement du pont en 1275

### Réparation du pont de Maastricht
Le pont de Maastricht était depuis l'époque romaine et pendant longtemps le principal et unique moyen de traverser la Meuse entre Liège et de la mer du Nord. Celui qui contrôlait le pont avait la mainmise sur l’itinéraire important reliant Cologne et les cités flamandes. Le pont détruit par les troupes liégeoises et celles du comte de Looz est sans doute le pont romain de Maastricht. Peu de temps après 1204, l'évêque de Liège et le comte de Looz se réconcilient avec le duc de Brabant et s'engagent à réparer le pont. En 1214 et 1267, le pont fut à nouveau détruit par les Liégeois. En 1275, le pont s'effondre au cours d'une procession, 400 personnes se noient. L'ancien pont de bois est remplacé par un pont en pierre un peu plus au nord.

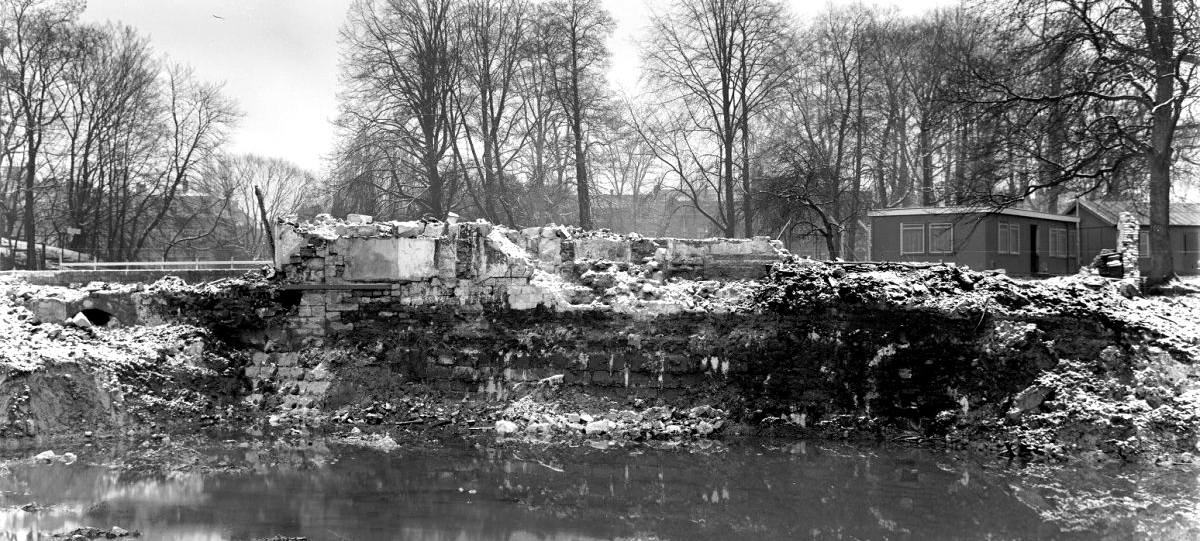
Fouille de la rue Saint-Pierre : vestige du mur

### Construction des remparts
Les deux paroisses de Maastricht étaient jusqu'à environ 1200 séparément fortifiées. Les murs du castrum construits à la fin de l'empire romain se tenaient encore debout à la période carolingienne. Selon Jocundus, se dressait en 925 autour de l'église Saint-Servais et du palais royal un mur ou un rempart appelé mur ottonien construit après les fortifications carolingiennes,. Le rempart détruit en 1204 était la première fortification à protéger à la fois le castrum et le site de l'église Saint-Servais. Il s'agissait sans doute d'un rempart en terre avec une palissade en bois. Ce rempart a probablement été reconstruit après 1204. En 1991, au cours de fouilles sur le site de l'ancien couvent des Frères Mineurs de la rue Saint-Pierre, une partie des murs de terre datant du deuxième quart du XIIIe siècle a été découverte. Le Geer a servi de fossé pour la ville.
En 1229, la ville a obtenu duc Henri Ier de Brabant et du roi Henri II de Souabe la permission de remplacer le mur de terre existant par un mur en grès houiller. Cette première muraille médiévale avait une longueur de plus de deux kilomètres et a comporté treize portes (y compris les portes d'eau). De cette fortification subsistent des parties de murs et la Helpoort. Au XIVe siècle, une deuxième fortification médiévale est construite, elle quadruple la superficie ainsi protégée. À cette époque, un nouveau mur englobe aussi le Wyck construit.

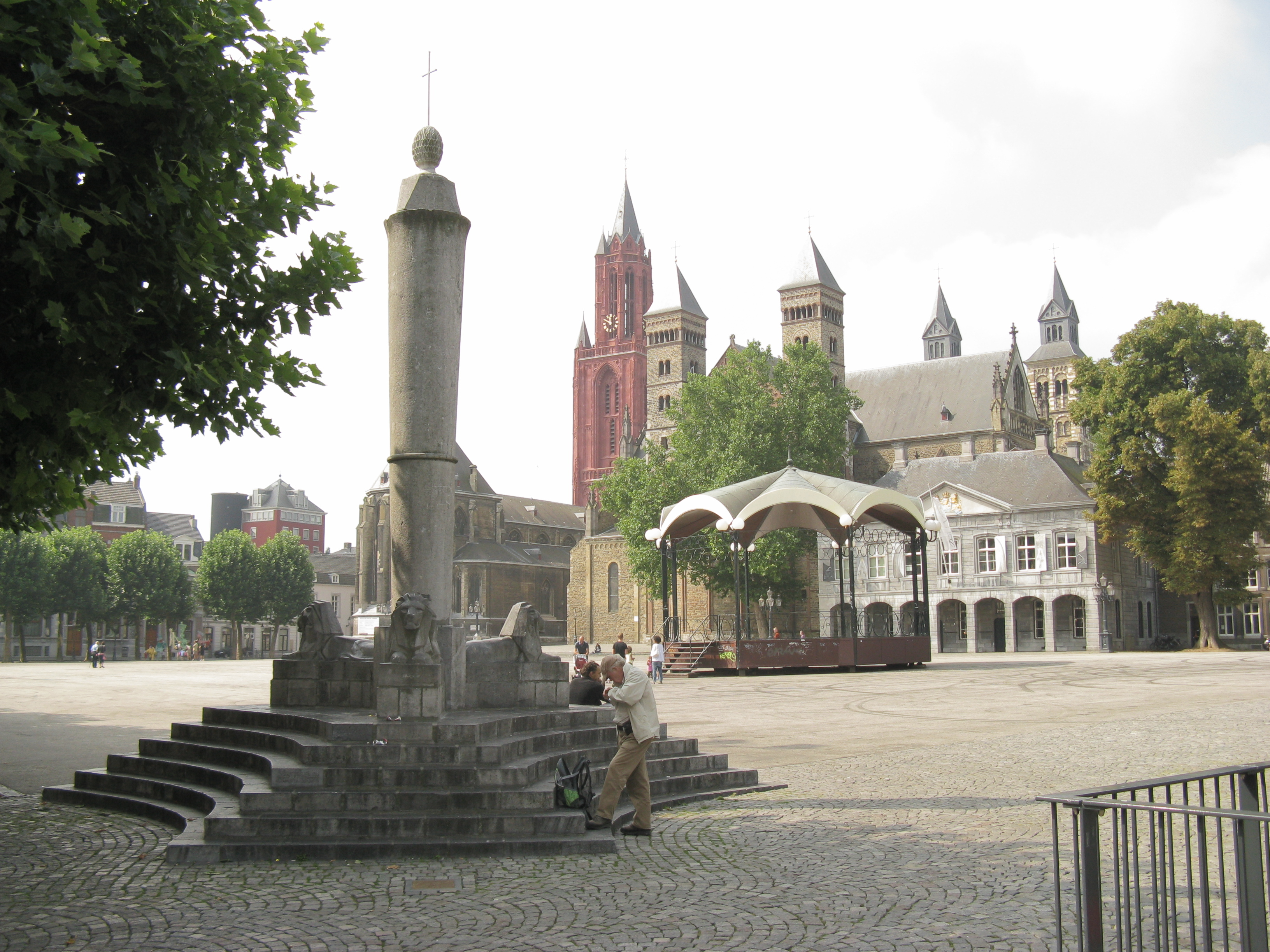
Le perron sur la place Vrijthof, le symbole des libertés liégeoises à Maastricht

### Conséquences politiques
En 1206, l'évêque Hugues de Pierrepont se réconcilie avec le roi Philippe de Souabe. En tant que co-seigneur de Maastricht et prévôt de Saint-Servais, Henri Ier de Brabant travailla intensément pour la ville. Auparavant, il avait promis sa fille de neuf ans Marie de Brabant en mariage au rival de Philippe de Souabe, Otton IV. En 1204, en raison du ralliement d'Henri Ier au camp des Hohenstaufen l'engagement fut reporté. Après la naissance du fils d'Henri Ier, Henri II de Brabant, en 1207, il a été convenu que celui serait marié avec la fille de Philippe, Marie de Souabe. En 1208, Philippe est assassiné et immédiatement Henri se réconcilie avec Otton. Le mariage entre ce dernier et Marie de Brabant est remis sur les rails. Le 19 mai 1214, le mariage de l'empereur Otton IV et Marie de Brabant est célébré par l'évêque Hugues de Pierrepont dans l'église Saint-Servais.
L'issue du siège de 1204 est que l'évêque accepte la participation du duc de Brabant dans la gestion de Maastricht, ce qui peut être considéré comme le début de la double seigneurie de Maastricht. En fait, cette situation existait déjà entre les évêques de Liège et les rois allemands. En 1220, le prince-évêque et le duc s'accordent sur le droit communal de Maastricht. En 1224, il est question d'un échevin liégeois et d'un échevin brabançon et, à partir de 1227, deux sceaux sont utilisés ; liégeois et brabançon. En 1284, le statut de double seigneurie de Maastricht est inscrit dans un traité constitutionnel, l'Adle Caerte complété par la Doghter Caerte en 1356. Ce condominium Liège-Brabant perdura jusqu'en 1632 même après que les ducs de Bourgogne en 1430 puis les rois d'Espagne au XVIe siècle aient pris la place des ducs de Brabant. Après la prise de Maastricht par Frédéric-Henri d'Orange-Nassau en 1632, les États Généraux des Provinces-Unies succèdent aux ducs de Brabant dans leurs droits jusqu'en 1794 année de la capture de Maastricht par les français armées révolutionnaires françaises qui met définitivement fin au statut de double seigneurie de Maastricht.